# Mamma Mia! (Film)
Mamma Mia! ist eine US-amerikanisch-britische Musikkomödie aus dem Jahr 2008. Regie führte Phyllida Lloyd, das Drehbuch schrieb Catherine Johnson, basierend auf der Handlung des Jukebox-Musicals Mamma Mia!, das Hits der Popband ABBA beinhaltet. Der zweite Teil Mamma Mia! Here We Go Again startete am 19. Juli 2018 in den deutschen Kinos.

## Handlung
Die alleinerziehende Donna betreibt zusammen mit ihrer 20-jährigen Tochter Sophie auf einer fiktiven griechischen Insel namens Kalokairi ein kleines, nicht sonderlich gut laufendes Hotel.
Die Hochzeit von Sophie und ihrem Freund Sky steht kurz bevor. Donna lädt aus diesem Anlass zwei Jugendfreundinnen ein, mit denen sie früher als das Trio „Donna and the Dynamos“ aufgetreten ist. Ihre Freundin Tanya ist inzwischen eine wohlhabende, mehrfach geschiedene Frau und Rosie eine alleinlebende Schriftstellerin.
Sophie hat das Tagebuch ihrer Mutter gefunden, heimlich gelesen und dort die Namen von drei Männern entdeckt, die ihr Vater sein könnten. Diese sind der erfolgreiche Architekt Sam Carmichael, der abenteuerlustige Schriftsteller Bill Anderson und Harry Bright, ein Londoner Investmentbanker. Ohne ihre Mutter zu informieren, lädt sie in Donnas Namen alle drei auf die Insel ein. Sophie stellt sich vor, dass sie ihren richtigen Vater beim ersten Treffen sofort erkennen wird. Dieser soll sie dann bei der Hochzeit zum Altar führen.
Nach der Ankunft der drei potenziellen Väter auf der Insel kann sie jedoch keinen der drei auf Anhieb als ihren Vater ausmachen und verheimlicht ihnen zunächst, dass sie eigentlich nicht von Donna eingeladen wurden. Sie versucht, Zeit zu gewinnen, indem sie die drei erst einmal in einem Nebengebäude ohne Wissen der Mutter unterbringt. Donna findet die unerwarteten Gäste aber recht schnell und will diese wieder wegschicken.
Es entwickelt sich eine turbulente Geschichte, bestehend aus der Aufarbeitung von Donnas damaligem Beziehungschaos und ihren Gefühlen für Sam, den Hochzeitsvorbereitungen sowie dem Nachgehen der Frage, welcher der Kandidaten Sophies Vater ist.
Bei der Hochzeit beschließt Sophie, Sky noch nicht zu heiraten, sondern erst einmal gemeinsam mit ihm die Welt zu bereisen, so wie es Sky immer wollte. Stattdessen macht Sam Donna einen spontanen Heiratsantrag, dem sie schließlich zustimmt. Außerdem einigen sich Sam, Bill und Harry, der sich bei dieser Gelegenheit als schwul outet, die Vaterschaftsfrage nicht unbedingt klären zu müssen, und sind damit zufrieden, jeweils zu einem Drittel Sophies Vater sein zu dürfen. Bei der nachfolgenden Feier kommen sich auch die beiden einsamen Schriftsteller Rosie und Bill näher, wobei Rosie erst noch einige Überzeugungsarbeit für eine gemeinsame Zukunft leisten muss.
Am Ende besteigen Sky und Sophie ein Boot und verlassen die Insel.

## Hintergründe

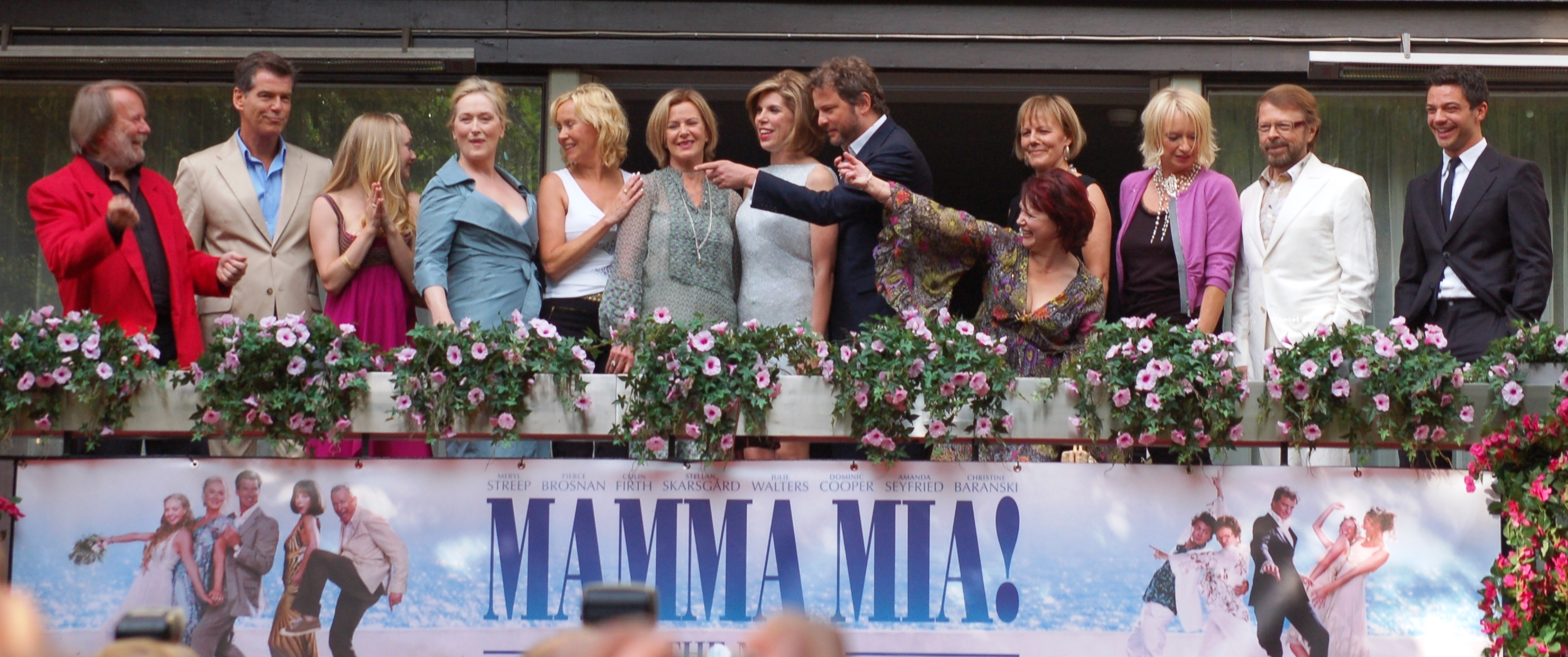
Abba und Schauspieler des Films Mamma Mia! bei der Premiere in Stockholm

- Der Film wurde auf Skiathos, Skopelos und dem Pilio in Griechenland sowie in London und in den englischen Pinewood Studios gedreht.[3] Die Produktionskosten betrugen schätzungsweise 52 Millionen US-Dollar.[4]
- Die Weltpremiere fand am 30. Juni 2008 in London statt. Bei der Premiere in Stockholm am 4. Juli 2008 waren neben den Darstellern erstmals nach 22 Jahren wieder alle vier ABBA-Mitglieder gemeinsam zu sehen.
- Am 3. Juli 2008 kam der Film in die griechischen Kinos, am 4. Juli 2008 in die britischen und am 17. Juli 2008 in die deutschsprachigen.[5]

Sämtliche Musikeinlagen wurden von den Schauspielern selbst eingesungen, in den Drehs der Filmszenen wurden dann diese Aufnahmen als Playback eingespielt. Pierce Brosnan sagte nach Abschluss der Dreharbeiten, er habe die angebotene Rolle sofort angenommen, weil er die Aussicht auf eine Zusammenarbeit mit Meryl Streep im sommerlichen Griechenland äußerst verlockend fand. Über den Stoff und die Gesangsrolle habe er sich zunächst keine großen Gedanken gemacht. Erst als er sich in London die Bühnenfassung des Films ansah, sei ihm klar geworden, worauf er sich eingelassen hatte; auch die Tanzszenen seien eine große Herausforderung für ihn gewesen. Er habe daraufhin Gesangsunterricht genommen, dann aber wie die übrigen Mitwirkenden seiner Spielfreude am Set freien Lauf gelassen. Im Interview sagte Colin Firth: Hätte er sich vor Jahren in einer Kristallkugel in diesem Film gesehen, er hätte es nie geglaubt. Auch wenn man untereinander nicht zugeben könnte, ABBA-Lieder zu hören, so könne man sich der Faszination dieser Songs nicht entziehen.
Die beiden männlichen Mitglieder von ABBA, Benny Andersson und Björn Ulvaeus, sind im Film in kurzen Cameo-Gastauftritten zu sehen. Ebenfalls an diesem Film beteiligt ist Tom Hanks als einer der ausführenden Produzenten.
Der Film spielte bis Mitte August 2009 weltweit ca. 609,7 Millionen US-Dollar ein, darunter ca. 144,1 Millionen US-Dollar in den Kinos der Vereinigten Staaten. Damit ist der Film nach Die Schöne und das Biest die bisher zweiterfolgreichste Musicalverfilmung weltweit. Der Film war insbesondere im Vereinigten Königreich erfolgreich und er konnte dort Titanic als erfolgreichsten Kinofilm nach nicht inflationsbereinigtem Umsatz ablösen. Die DVD des Films wurde in Großbritannien häufiger verkauft als jede andere, bis Ende 2008 alleine mehr als fünf Millionen Mal.

## Synchronisation
Die deutsche Synchronfassung entstand unter Dialogregie von Oliver Rohrbeck, der auch gemeinsam mit Andrea Wilhelm das Dialogbuch verfasste.
| Rolle  | Darsteller         | Deutsche Synchronstimme |
| ------ | ------------------ | ----------------------- |
| Donna  | Meryl Streep       | Dagmar Dempe            |
| Sophie | Amanda Seyfried    | Magdalena Turba         |
| Sam    | Pierce Brosnan     | Frank Glaubrecht        |
| Harry  | Colin Firth        | Uwe Büschken            |
| Bill   | Stellan Skarsgård  | Detlef Bierstedt        |
| Rosie  | Julie Walters      | Monica Bielenstein      |
| Sky    | Dominic Cooper     | Timmo Niesner           |
| Tanya  | Christine Baranski | Vera Teltz              |

## Musiktitel
1. I Have a Dream – Sophie
2. Gimme! Gimme! Gimme! (A Man After Midnight) – instrumental
3. Honey, Honey – Sophie, Ali und Lisa
4. Money, Money, Money – Donna, Tanya, Rosie und griechischer Chor
5. Mamma Mia – Donna, Sophie, Ali, Lisa und griechischer Chor
6. Chiquitita – Rosie, Tanya und Donna
7. Dancing Queen – Tanya, Rosie, Donna und griechischer Chor
8. Our Last Summer – Harry, Bill, Sam und Sophie
9. Lay All Your Love on Me – Sky, Sophie, Pepper und Skys Freunde
10. Super Trouper – Donna, Tanya und Rosie
11. Gimme! Gimme! Gimme! (A Man After Midnight) – Ensemble
12. The Name of the Game – Sophie (nur auf dem Soundtrack; die entsprechende Filmszene wurde zwar gedreht aber nicht in die Endfassung übernommen)
13. Voulez-Vous – gesamtes Ensemble
14. SOS – Sam, Donna und griechischer Chor
15. Does Your Mother Know – Tanya, Pepper, Freunde und Freundinnen
16. Slipping Through My Fingers – Donna und Sophie
17. The Winner Takes It All – Donna
18. Knowing Me, Knowing You – Kirchenkapelle instrumental
19. I Do, I Do, I Do, I Do, I Do – Sam, Donna und Ensemble (gegenüber der Bühnenversion stark verkürzt)
20. When All Is Said and Done – Sam, Donna und Ensemble (existiert nicht im Musical)
21. Take a Chance on Me – Rosie, Bill und Ensemble
22. Mamma Mia – Ensemble
23. I Have a Dream – Sophie und Ensemble
24. Dancing Queen – Donna, Rosie und Tanya (als „Zugabe“)
25. Waterloo – Donna, Rosie, Tanya, Sam, Bill, Harry, Sky und Sophie (als „Zugabe“)
26. Thank You for the Music – Sophie (Abspann)

Im Vergleich zur Bühnenversion ist die Reihenfolge der Titel teilweise verändert. Außerdem fehlen folgende fünf Titel:
- Thank You for the Music (nur im Abspann von Sophie gesungen)
- Knowing Me, Knowing You (nur kurz instrumental angespielt)
- The Name of the Game (nur instrumental)
- Under Attack
- One of Us

## Kritiken
Ray Bennett schrieb in der Zeitschrift The Hollywood Reporter vom 29. Juni 2008, der Film sei von allen Filmen dieses Sommers – oder von allen vergangenen Sommern – der amüsanteste. Streep sei „sensationell gut“ – es sei keine Übertreibung, an einen Oscar zu denken und sie mit früheren weiblichen Preisträgern wie Liza Minnelli, Barbra Streisand und Catherine Zeta-Jones zu vergleichen.
In der Zeitschrift Cinema hieß es, der Film sei ein „beschwingtes Kino-Erlebnis“ mit einer „ans Bauerntheater erinnernde[n] Story“. Die „herausragende“ Darstellung der „starken“ Meryl Streep wurde besonders gelobt, die dem Song The Winner Takes It All mit ihrer Interpretation „tragische Tiefe“ verleihe. Der Film sei „auf ein Publikum von kleinen und großen Mädchen zugeschnitten“ und sei „ein kreischbuntes Happening“, das aber auch Männern etwas zum Lachen bietet.
Das Lexikon des internationalen Films schreibt hingegen „[…] Durch die einfallslose Choreografie, die uninspirierte Inszenierung sowie die stimmlich überforderten Hauptdarsteller stellt sich statt guter Laune eher Kopfschütteln über die verpassten (Genre-)Chancen ein.“

## Auszeichnungen
Der Film und Hauptdarstellerin Meryl Streep erhielten Nominierungen für die Golden Globe Awards 2009. Meryl Streep gewann den People’s Choice Award 2009 in der Kategorie „Favorite Song from a Soundtrack“, also für den beliebtesten Song eines Soundtracks, für das Lied Mamma Mia!. Meryl Streep erhielt einen Rembrandt Movie Award, ebenso wie Mamma Mia! selbst in der Kategorie des besten fremdsprachigen Filmes. Außerdem wurde der Film 2009 mit einem Empire Award in der Kategorie „Bester Soundtrack“ ausgezeichnet.
Die Deutsche Film- und Medienbewertung FBW in Wiesbaden verlieh dem Film das Prädikat besonders wertvoll.
Pierce Brosnan wurde als schlechtester Nebendarsteller mit der Goldenen Himbeere 2009 ausgezeichnet.

## Filmbesucherzahlen
| Land                   | Besucher 2008 |
| ---------------------- | ------------- |
| Vereinigte Staaten     | 20.062.884    |
| Vereinigtes Königreich | 13.352.688    |
| Deutschland            | 4.195.964     |
| Spanien                | 2.352.795     |
| Schweden               | 1.890.307     |
| Frankreich             | 1.554.066     |
| Italien                | 1.463.513     |
| Polen                  | 1.125.240     |
| Norwegen               | 1.109.756     |
| Niederlande            | 985.620       |
| Portugal               | 851.181       |
| Ungarn                 | 767.550       |
| Österreich             | 741.268       |
| Tschechien             | 715.163       |
| Schweiz                | 624.790       |
| Belgien                | 460.000       |
| Dänemark               | 448.112       |
| Finnland               | 398.910       |

## Veröffentlichungen
Am 27. November 2008 wurde die deutsche Synchronfassung von Universal Pictures Germany sowohl auf DVD als auch auf Blu-ray veröffentlicht. Beide Ausgaben enthalten neben der deutschen Synchronfassung auch die englische Originalfassung und Untertitel in beiden Sprachen.

## Soundtrack
Der Soundtrack des Films wurde für den Grammy Award 2009 nominiert und erhielt einen Golden Reel Award (für den besten Sound). 
| Land/Region                  | Auszeichnungen für Musikverkäufe (Land/Region, Auszeichnung, Verkäufe) | Verkäufe    |
| ---------------------------- | ---------------------------------------------------------------------- | ----------- |
| Australien (ARIA)            | 2× Platin                                                              | 140.000     |
| Belgien (BRMA)               | Gold                                                                   | (15.000)    |
| Brasilien (PMB)              | Platin                                                                 | 60.000      |
| Dänemark (IFPI)              | 4× Platin                                                              | (80.000)    |
| Europa (IFPI)                | 3× Platin                                                              | 3.000.000   |
| Finnland (IFPI)              | Platin                                                                 | (23.253)    |
| Golf-Kooperationsrat (IFPI)  | Platin                                                                 | 6.000       |
| Griechenland (IFPI)          | 2× Platin                                                              | (30.000)    |
| Irland (IRMA)                | 4× Platin                                                              | (60.000)    |
| Libanon (IFPI)               | Platin                                                                 | 6.000       |
| Mexiko (AMPROFON)            | Gold                                                                   | 40.000      |
| Neuseeland (RMNZ)            | 4× Platin                                                              | 60.000      |
| Norwegen (IFPI)              | 5× Platin                                                              | (150.000)   |
| Polen (ZPAV)                 | Diamant                                                                | (100.000)   |
| Portugal (AFP)               | 2× Platin                                                              | (40.000)    |
| Russland (NFPF)              | Platin                                                                 | (20.000)    |
| Schweden (IFPI)              | 3× Platin                                                              | (120.000)   |
| Schweiz (IFPI)               | Platin                                                                 | (30.000)    |
| Spanien (Promusicae)         | Platin                                                                 | (80.000)    |
| Ungarn (MAHASZ)              | 6× Platin                                                              | (24.000)    |
| Vereinigte Staaten (RIAA)    | Platin                                                                 | 1.000.000   |
| Vereinigtes Königreich (BPI) | 6× Platin                                                              | (1.800.000) |
| Insgesamt                    | 2× Gold · 49× Platin · 1× Diamant ·                                    | 4.312.000   |